# Christian Ernst (Rechtswissenschaftler)
Christian Ernst (* 1978) ist ein deutscher Rechtswissenschaftler und seit 2019 Inhaber einer Professur für Öffentliches Recht und Wirtschaftsrecht (einschließlich Vergaberecht) an der Helmut-Schmidt-Universität in Hamburg. 

## Leben
Ernst studierte ab 1999 Rechtswissenschaften an der Christian-Albrechts-Universität zu Kiel und legte im Dezember 2003 das erste juristische Staatsexamen ab. Von 2004 bis 2007 war er wissenschaftlicher Mitarbeiter am Lehrstuhl für Öffentliches Recht von Edzard Schmidt-Jortzig in Kiel, daneben war er von 2004 bis 2006 Lehrbeauftragter an der Fachhochschule für Verwaltung und Dienstleistung in Schleswig-Holstein. Von 2006 bis 2008 absolvierte er den juristischen Vorbereitungsdienst des Landes Schleswig-Holstein.
2008 wurde Ernst durch die Christian-Albrechts-Universität mit einer Arbeit zum Thema „Die Verwaltungserklärung. Die einfache verwaltungsrechtliche Willenserklärung als Handlungsform der Verwaltung“ promoviert. Ab 2008 war er wissenschaftlicher Assistent an der Bucerius Law School am Lehrstuhl für Öffentliches Recht, Völker- und Europarecht von Jörn Axel Kämmerer. Von 2015 bis 2016 war er Gastforscher am Alexander-von-Humboldt-Institut für Internet und Gesellschaft. Im Juni 2017 habilitierte er sich und es wurde ihm die Lehrbefugnis für die Fächer Staatsrecht, Verwaltungsrecht mit Verwaltungswissenschaften sowie Europarecht erteilt.
2017 und 2018 übernahm er Lehrstuhlvertretungen an den Universitäten Köln und Konstanz. 2019 wurde er an die Helmut-Schmidt-Universität in Hamburg berufen. Einen Ruf an die Universität Konstanz lehnte er 2019 ab.
Seine Forschungsschwerpunkte liegen im Verwaltungsrecht, insbesondere im Kommunalrecht und bei der Digitalisierung der Verwaltung.

## Schriften (Auswahl)
- Die Verwaltungserklärung. Die einfache verwaltungsrechtliche Willenserklärung als Handlungsform der Verwaltung. Berlin 2008, ISBN 978-3-428-12741-2.
- mit Utz Schliesky und Sönke Ernst Schulz: Aufgabenbestand, Legitimationsbedarf und Entwicklungspotential der Ämter in Schleswig-Holstein. Kiel 2009, ISBN 978-3-936773-50-7.
- mit Sönke Ernst Schulz: Sicherstellung der demokratischen Legitimation der schleswig-holsteinischen Ämter. Handlungsoptionen nach dem Urteil des Landesverfassungsgerichts vom 26. Februar 2010. Gutachten im Auftrag des Fachverbandes der Hauptverwaltungsbeamten der Kommunen in Schleswig-Holstein erstattet durch das Lorenz-von-Stein-Institut für Verwaltungswissenschaften an der Christian-Albrechts-Universität zu Kiel. Kiel 2010, ISBN 978-3-936773-59-0.
- mit Jörn Axel Kämmerer: Fälle zum Allgemeinen Verwaltungsrecht. Mit Verwaltungsprozessrecht. München 2014, ISBN 978-3-8006-3984-7.